# Parametaria
Parametaria là một chi ốc biển, là động vật thân mềm chân bụng sống ở biển trong họ Columbellidae.

## Các loài
Các loài trong chi Parametaria gồm có:
- Parametaria dupontii Kiener, 1845[2]

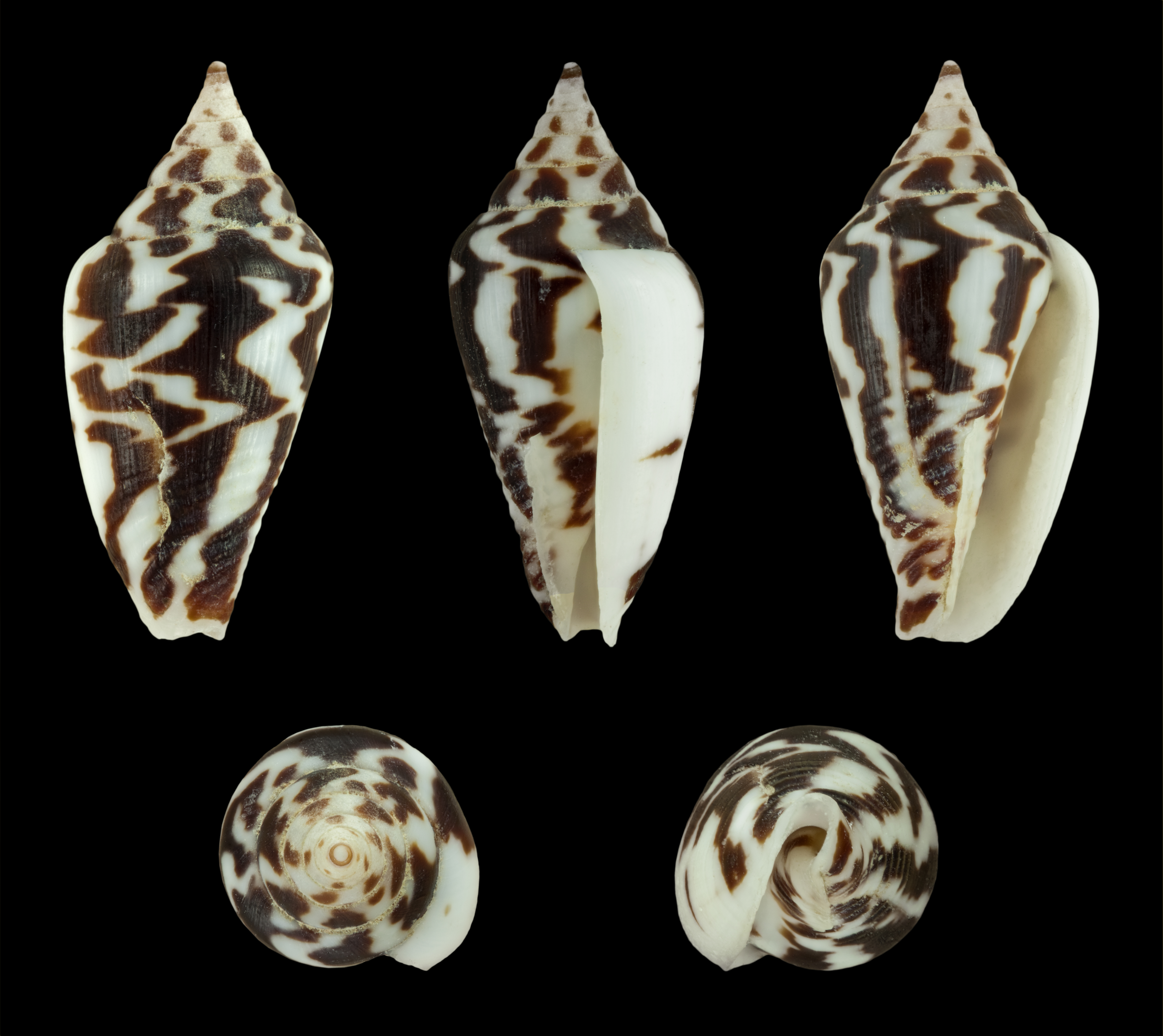
Parametaria epamella
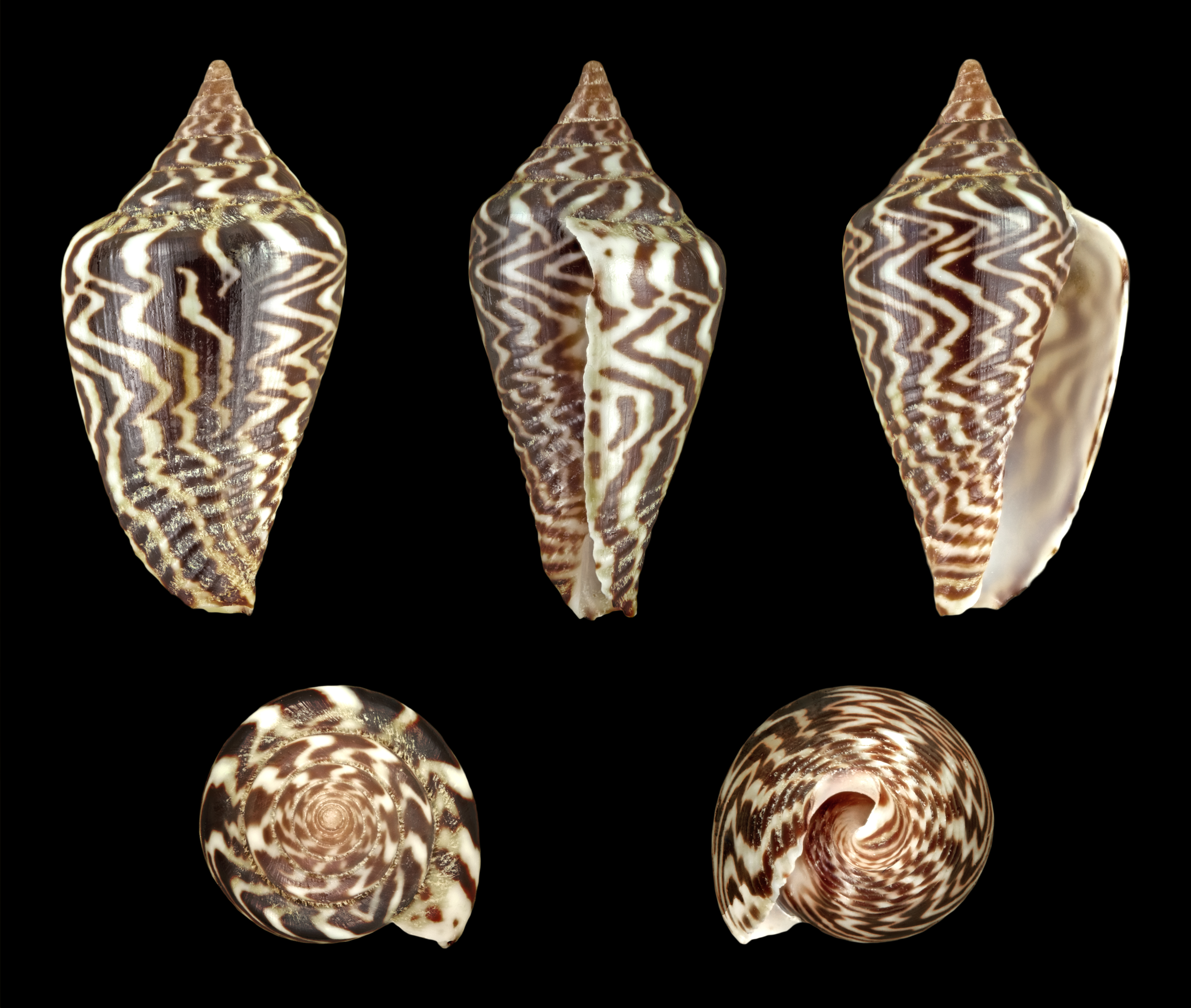
Parametaria epamella
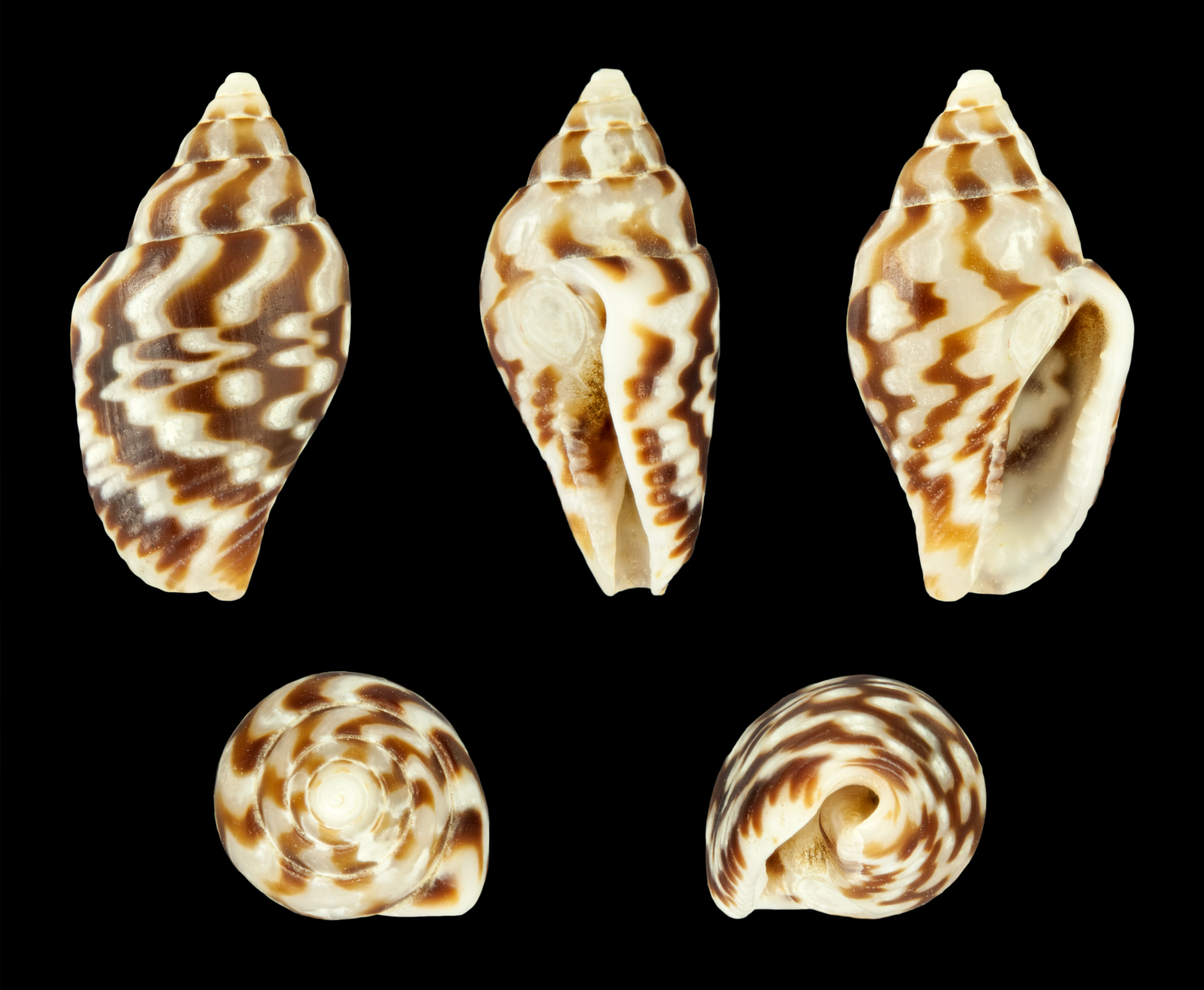
Parametaria philippinarum